# Kuruppanaickenpalayam
Kuruppanaickenpalayam es una ciudad censal situada en el distrito de Erode en el estado de Tamil Nadu (India). Su población es de 7484 habitantes (2011). Se encuentra a orillas del río Kaveri, a 15 km de Erode y a 63 km de Salem.

## Demografía
Según el censo de 2011 la población de Kuruppanaickenpalayam era de 7484 habitantes, de los cuales 3746 eran hombres y 3738 eran mujeres. Kuruppanaickenpalayam tiene una tasa media de alfabetización del 78,65%, inferior a la media estatal del 80,09%: la alfabetización masculina es del 86,37%, y la alfabetización femenina del 71,09%.